# State Shield 2004/05
Die State Shield 2004/05 war die 34. Austragung der nationalen List-A-Cricket-Meisterschaft in Neuseeland. Der Wettbewerb wurde zwischen dem 27. Dezember 2005 und 12. Februar 2005 zwischen den sechs neuseeländischen First-Class-Mannschaften ausgetragen. Im Finale konnten sich die Northern Knights gegen die Central Districts Stags mit 20 Runs durchsetzen.

## Format
Die sechs Mannschaften spielen in einer Gruppe jeweils zwei Mal gegen die anderen Mannschaften. Für einen Sieg gibt es vier Punkte, für ein Unentschieden oder No Result zwei und für eine Niederlage keinen Punkt. Ein Bonuspunkt wird vergeben, wenn bei einem Spiel die eigene Run Rate die des Gegners um das 1,25-Fache übersteigt. Des Weiteren ist es möglich, dass Mannschaften Punkte abgezogen bekommen, wenn sie beispielsweise zu langsam spielen. Der Zweit- und Drittplatzierte der Vorrunde spielen ein Halbfinale, dessen Sieger gegen den Ersten der Vorrunde im Finale den Sieger des Turniers ermitteln.

## Resultate

### Gruppenphase
Tabelle
| Teams              | Sp. | S | N | U | R | NR | A | BP | Ded | Punkte | NRR    |
| ------------------ | --- | - | - | - | - | -- | - | -- | --- | ------ | ------ |
| Central Districts  | 10  | 7 | 2 | 0 | 0 | 0  | 1 | 5  | 0   | 35     | +0.823 |
| Northern Districts | 10  | 7 | 2 | 0 | 0 | 0  | 1 | 2  | 0   | 32     | +0.395 |
| Canterbury         | 10  | 4 | 4 | 0 | 0 | 0  | 2 | 2  | 0   | 22     | +0.305 |
| Otago              | 10  | 4 | 5 | 0 | 0 | 1  | 0 | 2  | 0   | 20     | +0.014 |
| Wellington         | 10  | 3 | 6 | 0 | 0 | 1  | 0 | 0  | 0   | 14     | −0.542 |
| Auckland           | 10  | 1 | 7 | 0 | 0 | 0  | 2 | 0  | 0   | 8      | −1.014 |

## Playoffs

### Halbfinale
| 9. Februar Scorecard | Auckland | Canterbury 261-8 (50)                    | – | Northern Districts 263-3 (45.4) |
|                      |          | Northern Districts gewinnt mit 7 Wickets |   |                                 |

### Finale
| 12. Februar Scorecard | New Plymouth | Northern Districts 190-9 (50)          | – | Central Districts 170 (48.2) |
|                       |              | Northern Districts gewinnt mit 20 Runs |   |                              |